# Halterofilismo nos Jogos Olímpicos de Verão de 2024 - Até 61 kg masculino
A categoria até 61 kg masculino do halterofilismo nos Jogos Olímpicos de Verão de 2024 ocorreu na Arena 6 Paris Sul em Paris, França, em 7 de agosto de 2024. Um total de 12 halterofilistas, cada um representando um Comitê Olímpico Nacional (CON), participaram do evento.

## Qualificação
Até 12 halterofilistas poderiam se qualificar, com as vagas sendo alocadas da seguinte forma:
- Dez pelo ranking de qualificação olímpica da Federação Internacional de Halterofilismo (IWF);
- Uma pelo ranking de qualificação olímpica continental da IWF;
- Uma para o país anfitrião ou pelo princípio de universalidade.

## Calendário
Horário local (UTC+2)
| Data                | Hora  | Fase  |
| ------------------- | ----- | ----- |
| 7 de agosto de 2024 | 15:00 | Final |

## Medalhistas
| Ouro   | CHN Li Fabin            |
| Prata  | THA Theerapong Silachai |
| Bronze | USA Hampton Morris      |

## Recordes
Antes desta competição, os seguintes recordes eram estabelecidos:
| Recorde          | Tipo      | Halterofilista  | Peso   | Local   | Data                   |
| Recorde mundial  | Arranque  | Li Fabin        | 146 kg | Phuket  | 2 de abril de 2024     |
| Recorde mundial  | Arremesso | Hampton Morris  | 176 kg | Phuket  | 2 de abril de 2024     |
| Recorde mundial  | Total     | Li Fabin        | 318 kg | Pattaya | 19 de setembro de 2019 |
|                  |           |                 |        |         |                        |
| Recorde olímpico | Arranque  | Padrão olímpico | 142 kg | —       | —                      |
| Recorde olímpico | Arremesso | Li Fabin        | 172 kg | Tóquio  | 25 de julho de 2021    |
| Recorde olímpico | Total     | Li Fabin        | 313 kg | Tóquio  | 25 de julho de 2021    |

Após a competição, os seguintes recordes foram estabelecidos:
| Recorde          | Tipo     | Halterofilista | Peso   | Local | Data                |
| Recorde olímpico | Arranque | CHN Li Fabin   | 143 kg | Paris | 7 de agosto de 2024 |

## Resultados
| Pos.              | Halterofilista      | CON                  | Arranque (kg) | Arranque (kg) | Arranque (kg) | Arranque (kg) | Arremesso (kg) | Arremesso (kg) | Arremesso (kg) | Arremesso (kg) | Total |
| Pos.              | Halterofilista      | CON                  | 1             | 2             | 3             | Result.       | 1              | 2              | 3              | Result.        | Total |
| ----------------- | ------------------- | -------------------- | ------------- | ------------- | ------------- | ------------- | -------------- | -------------- | -------------- | -------------- | ----- |
| Medalha de ouro   | Li Fabin            | CHN China            | 137           | 140           | 143           | 143           | 167            | 167            | 172            | 167            | 310   |
| Medalha de prata  | Theerapong Silachai | THA Tailândia        | 127           | 130           | 132           | 132           | 167            | 169            | 171            | 171            | 303   |
| Medalha de bronze | Hampton Morris      | USA Estados Unidos   | 122           | 125           | 126           | 126           | 168            | 172            | 178            | 172            | 298   |
| 4                 | Aniq Kasdan         | MAS Malásia          | 126           | 130           | 130           | 130           | 167            | 174            | 174            | 167            | 297   |
| 5                 | Morea Baru          | PNG Papua-Nova Guiné | 118           | 122           | 122           | 118           | 150            | 157            | 161            | 161            | 279   |
| 6                 | Shota Mishvelidze   | GEO Geórgia          | 114           | 121           | 128           | 121           | 125            | 135            | 150            | 135            | 256   |
| 7                 | Kaimauri Erati      | KIR Kiribati         | 95            | 100           | 100           | 100           | 120            | 120            | 124            | 120            | 220   |
| —                 | Eko Yuli Irawan     | INA Indonésia        | 135           | 135           | 139           | 135           | 162            | 162            | 165            | —              | DNF   |
| —                 | Ivan Dimov          | BUL Bulgária         | 134           | 134           | 135           | —             | —              | —              | —              | —              | DNF   |
| —                 | Sergio Massidda     | ITA Itália           | 132           | 134           | 134           | —             | —              | —              | —              | —              | DNF   |
| —                 | Trịnh Văn Vinh      | VIE Vietnã           | 128           | 128           | 128           | —             | —              | —              | —              | —              | DNF   |
| —                 | John Ceniza         | PHI Filipinas        | 125           | 125           | 125           | —             | —              | —              | —              | —              | DNF   |

Legenda
| Recorde mundial      | Recorde mundial (World record)               |                       | Recorde africano                      | Recorde africano (African) |                                           | Q | Classificado por posição (Qualified) |
| Recorde olímpico     | Recorde olímpico (Olympic record)            | Recorde da América    | Recorde da América (Americas)         | q                          | Classificado por melhor tempo (Qualified) |   |                                      |
| Melhor marca do ano  | Melhor marca do ano (World leading)          | Recorde asiático      | Recorde asiático (Asian)              | DNS                        | Não largou (Did not start)                |   |                                      |
| Recorde nacional     | Recorde nacional (National record)           | Recorde europeu       | Recorde europeu (European)            | DNF                        | Não terminou (Did not finish)             |   |                                      |
| Recorde pessoal      | Recorde pessoal do atleta (Personal best)    | Recorde da Oceania    | Recorde da Oceania (Oceania)          | DSQ / DQ                   | Desclassificado (Disqualified)            |   |                                      |
| Recorde da temporada | Recorde da temporada do atleta (Season best) | Recorde sul-americano | Recorde sul-americano (South America) | NM                         | Sem marca (No mark)                       |   |                                      |